# Timomatic
Timomatic, pseudonimo di Tim Omaji (9 settembre 1987), è un cantante nigeriano naturalizzato australiano.

## Biografia
Nato in Nigeria, si è trasferito in Australia quando aveva appena dieci mesi.
Nel 2009 ha partecipato alla seconda stagione del programma televisivo So You Think You Can Dance Australia, classificandosi settimo. Nel 2011 invece ha partecipato alla quinta stagione di Australia's Got Talent, dove si è classificato al terzo posto. In seguito ha firmato un contratto per la Sony Music australiana.
Il suo primo singolo Set It Off è uscito nel novembre 2011 e ha avuto molto successo in patria. Nell'agosto 2012 ha pubblicato l'album eponimo Timomatic, che ha raggiunto la posizione numero 3 della classifica australiana.
Si è esibito in occasione di Miss Universo 2012.
Nel 2013 è giudice di Australia's Got Talent.

## Discografia
Album studio
- 2011 - Welcome
- 2012 - Timomatic

EP
- 2013 - The Rain Remixes

Singoli
- 2011 - Set It Off
- 2012 - If Looks Could Kill
- 2012 - Can You Feel It
- 2012 - Incredible
- 2013 - Parachute
- 2013 - Waterfalls
- 2013 - Everythins Is Allowed
- 2014 - Delilah (featuring Pusha T)